# Nationalistisch JongStudentenVerbond
Het Nationalistisch JongStudentenVerbond, ook bekend onder de afkorting NJSV, is een Vlaamse rechtse, Vlaams-nationalistische scholierenvereniging. De vereniging richt zich op scholieren van vijftien jaar en ouder. Er waren in 2014 nog afdelingen actief in Aalst, Sint-Niklaas en in de Kempen.
Het NJSV gebruikt de kleuren zwart, geel en wit. Aangezien de afdelingsvlaggen soms van verknipte Belgische vlaggen worden gemaakt, gebruikt men hier ook weleens de combinatie zwart-geel-zwart.

## Geschiedenis
In 1978 werd in Brugge de Vlaamse Scholieren Aktie Groep (VSAG) opgericht door Filip Dewinter, Paul Beheyt en Willy Vincke. De belangrijkste motivatie was de problematiek van de Voerstreek en de verfransing aan de Vlaamse kust. Na Brugge (Filip Dewinter) en Heist (Stefaan Vandierendonck en Frank Pieters) werden VSAG Vlaamse Ardennen (Werner Marginet, die later naar De Haan verhuisde en werd opgevolgd door Karim Van Overmeire) en VSAG-Middenkust opgericht (Werner Marginet en Peter Beirens). Tijdens acties "De Kust Vlaams" werden duizenden strooibriefjes met dezelfde tekst verspreid. De VSAG veranderde twee jaar later in 1980 haar naam naar Nationalistisch JongStudentenVerbond (NJSV), met werking in vele steden en regio's zoals Antwerpen, Gent, Brugge, de Kust, de Vlaamse Ardennen en het Waasland. In het voorjaar van 1981 werd het samenwerkingsakkoord met de Nationalistische Studentenvereniging (NSV) afgesloten. In 1982 organiseerde de NJSV tezamen met de extreemrechtse VMO een “anti-marxistische boekenbeurs” in Brugge waar o.a. werken van nazi-collaborateurs als Léon Degrelle en negationistische boeken verkocht werden. Enkele jaren later sterft het NJSV een stille dood, leeft op in 1994 en verdwijnt dan weer. Sinds 2002 is in Antwerpen opnieuw een NJSV-kern actief. In 2013 werd die van Antwerpen opgeheven, maar er kwamen er 2 nieuwe bij: NJSV Aalst en NJSV Sint-Niklaas. Begin 2014 ontstond er ook een kern in de Kempen.
In de geschiedenis van het NJSV gingen sommige kernen een andere richting uit. Zo veranderde in 1986 de kern NJSV-Waasland in de - later ook met groene figuren (o.a. in Doel) samenwerkende - actiegroep Vrijbuiter.

## Werking

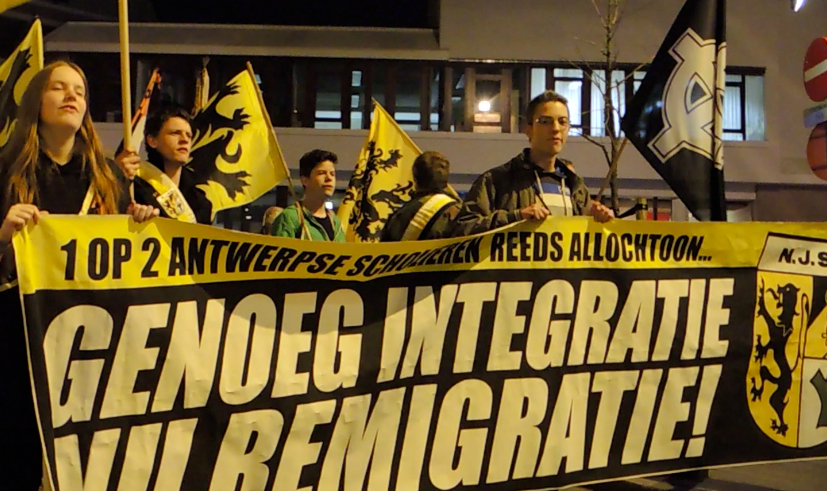
Leden van het NJSV op een manifestatie.

Het NJSV hangt een rechtse radicaal-nationalistische ideologie aan, die nauw verwant is aan het gedachtegoed van organisaties als Voorpost, het Vlaams Nationaal Jeugdverbond (VNJ) en de Nationalistische Studentenvereniging (NSV)! Zo is het NJSV voor een onafhankelijk vrij Vlaanderen met Brussel als hoofdstad, voor algehele amnestie voor de na Wereldoorlog II veroordeelde Vlaamse oostfronters, tegen drugs, migratie en de geldstromen die naar Wallonië gaan. Het NJSV is niet-religieus en partijonafhankelijk.
Door de aard van de organisatie, gericht op scholieren tussen vijftien en achttien jaar, veranderen de kernen dikwijls van militanten. Die komen vaak uit het VNJ en stromen gewoonlijk door naar de NSV.
Het tijdschrift van het NJSV heet 'De Jongstudent'.

## Actie
- 18 november 2007: NJSV voert samen met Voorpost, KVHV en NSV actie aan het koninklijk paleis.
- 17 december 2007: NJSV neemt deel aan een actie in Wezembeek-Oppem.
- 16 april 2008: Leden van het NJSV 'kapen' een bus van De Lijn.
- 1 juli 2008: NJSV voert een actie op de Meir onder de slogan "Identiteit is niet te koop".
- 8 augustus 2008: NJSV voert onder de naam Boycot Peking een actie op de Meir tegen de onderdrukking van Tibet.
- 10 augustus 2008: NJSV voert samen met NSV actie in De Panne tegen "het Franstalig imperialisme aan de Vlaamse Kust".
- 26 maart 2009: NJSV betoogt samen met NSV onder de slogan Vlaams, Sociaal en Nationaal.
- 21 juli 2009: NJSV voert actie tegen het bezoek van prinses Astrid in Antwerpen
- 4 maart 2010: NJSV betoogt samen met NSV met het thema "jeugd eist, Vlaamse toekomst".
- 22 april 2010: NJSV betoogt in Vilvoorde mee om BHV te splitsen en tegen "de wafelijzerpolitiek".
- 19 september 2010: NJSV betoogt mee in Wezembeek-Oppem met TAK tegen de verfransing van Wezembeek-Oppem, en voor de splitsing van BHV en een onafhankelijk Vlaanderen.

## Bekende oud-leden
- Filip Dewinter (Vlaams Volksvertegenwoordiger)
- Karim Van Overmeire (Vlaams Volksvertegenwoordiger)
- Frank Vanhecke (Europees parlementslid)´
- Bruno Valkeniers (Vlaams Volksvertegenwoordiger en voormalig voorzitter Vlaams Belang)
- Tom Van Grieken (Huidig voorzitter Vlaams Belang)
- Werner Marginet (Vlaams Volksvertegenwoordiger)